# Novillas
Novillas és un municipi de la província de Saragossa, a la comarca del Camp de Borja, al marge de l'Ebre a l'aiguabarreig amb el Huecha. El 2022 tenia 514 habitants.
Des de l'edat mitjana i fins al segle xix va formar part d'una comanda de l'orde de Sant Joan de Jerusalem integrada a la castellania d'Amposta. Guillem de Peralta en va ser comanador el 1196.
El 2009 s'hi ha creat una zona d'inundació controlada per poder regular el cabal de l'Ebre en cas de pluges intenses.